# Ватерполо за мушкарце на Летњим олимпијским играма 2008.
Такмичење у Ватерполу за мушкарце на олимпијским играма 2008. је одржано двадесетчетврти пут у историји Олимпијских игара, у периоду од 10. до 24. августа. Утакмице су се играле на базену Јинг Тунг Нататоријум у Пекингу. Златну медаљу освојила је Мађарска, сребрну САД, а бронзану Србија.
На мушком турниру је играло 12 репрезентација. Оне су подељене у две групе по шест екипа. У групама се играло по једноструком лига систему (свако са сваким једну утакмицу). Ако су на крају такмичења по групама две екипе имале исти број бодова боља је она која је победила у њиховом међусобном сусрету. Четири првопласиране екипе из сваке групе су се пласирале у наставак такмичења и то: првопласирана у полуфинале, друго и трећепласирана у четвртфинале, а четвртопласирана у борбу од 7 до 10 места.
За турнир су се квалификовале следеће репрезентације:
| Такмичења                                   | Датум                            | Место          | Број пласираних | Репрезентације                     |
| ------------------------------------------- | -------------------------------- | -------------- | --------------- | ---------------------------------- |
| Земља домаћин                               | -                                | -              | 1               | Кина                               |
| Светско првенство у воденим спортовима 2007 | 17. март - 1. април 2007         | Мелбурн        | 3               | Хрватска · Мађарска · Шпанија      |
| Светска лига 2007.                          | 3. јул — 12. август 2007         | Берлин         | 1               | Србија                             |
| Европски квалификациони турнир              | 2. септембар — 9. септембар 2007 | Братислава     | 1               | Црна Гора                          |
| Панамеричке игре 2007                       | 13. јул — 29. јул 2007           | Рио де Жанеиро | 1               | Сједињене Државе                   |
| Квалификациони турнир Океаније              | 30. новембар — 2. децембар 2007  | Окланд         | 1               | Аустралија                         |
| Квалификациони олимпијски турнир            | 2. март — 9. март 2008           | Орадеа         | 4               | Немачка · Италија · Грчка · Канада |
| УКУПНО                                      |                                  |                | 12              |                                    |

## Групе
| Група А                                            | Група Б                                     |
| -------------------------------------------------- | ------------------------------------------- |
| Мађарска Црна Гора Шпанија Аустралија Грчка Канада | Хрватска Србија Русија Немачке Италија Кина |

Сва времена су по кинеском времену (UTC+8)

## Група А

### Резултати Групе А
| Датум      | Место                | Време | 1. екипа   | Резултат | 2. екипа   | По четвртинама     | Детаљи |
| ---------- | -------------------- | ----- | ---------- | -------- | ---------- | ------------------ | ------ |
| 10. август | Jing Tung Natatorium | 9,300 | Шпанија    | 16:6     | Канада     | 5:2, 4:2, 3:1, 4:1 |        |
|            |                      | 15,20 | Мађарска   | 10:10    | Црна Гора  | 3:3, 3:1, 2:4, 2:2 |        |
|            |                      | 16,40 | Аустралија | 12:8     | Грчка      | 5:5, 4:3, 2:0, 1:0 |        |
| 12. август |                      | 12,10 | Канада     | 0:12     | Црна Гора  | 0:3, 0:4, 0:4, 0:1 |        |
|            |                      | 15,20 | Шпанија    | 9:8      | Аустралија | 4:0, 2:4, 2:2, 1:2 |        |
|            |                      | 16,40 | Грчка      | 6:17     | Мађарска   | 2:7, 2:2, 1:4, 1:4 |        |
| 14. август |                      | 9,30  | Мађарска   | 8:5      | Шпанија    | 2:3, 4:2, 0:0, 2:0 |        |
|            |                      | 10,50 | Црна Гора  | 10:6     | Грчка      | 3:1, 2:1, 5:2, 0:2 |        |
|            |                      | 16,40 | Аустралија | 8:5      | Канада     | 2:3, 2:1, 3:1, 1:0 |        |
| 16. август |                      | 9,30  | Канада     | 7:13     | Грчка      | 1:6, 4:5, 2:1, 0:1 |        |
|            |                      | 10,50 | Шпанија    | 12:6     | Црна Гора  | 3:0, 4:1, 3:4, 2:1 |        |
|            |                      | 16,40 | Аустралија | 12:13    | Мађарска   | 4:4, 1:5, 4:2, 3:2 |        |
| 18. август |                      | 9,30  | Мађарска   | 12:3     | Канада     | 3:1, 3:0, 1:2, 5:0 |        |
|            |                      | 14,00 | Црна Гора  | 5:5      | Аустралија | 2:1, 1:2, 0:1, 2:1 |        |
|            |                      | 16,40 | Шпанија    | 10:6     | Грчка      | 2:0, 3:0, 3:5, 2:1 |        |

### Табела групе А
| Тим        | Иг | П | Н | И | ДГ | ПГ | РГ  | Бод |
| ---------- | -- | - | - | - | -- | -- | --- | --- |
| Мађарска   | 5  | 4 | 1 | 0 | 60 | 36 | +24 | 9   |
| Шпанија    | 5  | 4 | 0 | 1 | 52 | 34 | +18 | 8   |
| Црна Гора  | 5  | 2 | 2 | 1 | 43 | 33 | +10 | 6   |
| Аустралија | 5  | 2 | 1 | 2 | 45 | 40 | +5  | 5   |
| Грчка      | 5  | 1 | 0 | 4 | 20 | 39 | -19 | 2   |
| Канада     | 5  | 0 | 0 | 5 | 21 | 61 | -40 | 0   |

## Група Б

### Резултати групе Б
| Датум      | Место                | Време | 1. екипа | Резултат | 2. екипа | По четвртинама     | Детаљи |
| ---------- | -------------------- | ----- | -------- | -------- | -------- | ------------------ | ------ |
| 10. август | Jing Tung Natatorium | 12,10 | Србија   | 11:7     | Немачка  | 1:3, 5:2, 2:2, 3:0 |        |
|            |                      | 10,50 | Хрватска | 11:7     | Италија  | 3:3, 2:0, 4:1, 2:3 |        |
|            |                      | 14,00 | САД      | 8:4      | Кина     | 3:1, 1:2, 2:1, 2:0 |        |
| 12. август |                      | 17,00 | Италија  | 11:12    | САД      | 1:2, 2:3, 4:3, 4:4 |        |
|            |                      | 10,50 | Србија   | 8:11     | Хрватска | 3:1, 1:4, 1:4, 3:2 |        |
|            |                      | 14,00 | Немачка  | 6:5      | Кина     | 0:2, 5:2, 0:0, 1:1 |        |
| 14. август |                      | 12,10 | Хрватска | 13:5     | Немачка  | 4:1, 3:2, 2:1, 4:1 |        |
|            |                      | 14,00 | САД      | 2:4      | Србија   | 0:0, 1:2, 0:2, 1:0 |        |
|            |                      | 15,20 | Кина     | 7:19     | Италија  | 2:5, 2:5, 1:4, 2:5 |        |
| 16. август |                      | 10,50 | Немачка  | 8:7      | Италија  | 2:1, 3:1, 0:2, 3:3 |        |
|            |                      | 12,10 | Хрватска | 5:7      | САД      | 2:2, 1:3, 0:0, 2:2 |        |
|            |                      | 15,20 | Србија   | 15:5     | Кина     | 5:2, 2:1, 4:2, 4:0 |        |
| 18. август |                      | 10,50 | Србија   | 12:13    | Италија  | 3:3, 2:3, 3:5, 4:2 |        |
|            |                      | 12,10 | САД      | 8:7      | Немачка  | 3:2, 2:1, 2:2, 1:2 |        |
|            |                      | 15,20 | Кина     | 4:16     | Хрватска | 0:4, 0:3, 1:1, 3:8 |        |

### Табела групе Б
| Екипа    | Иг | П | Н | И | ДГ | ПГ | РГ  | Бод |
| -------- | -- | - | - | - | -- | -- | --- | --- |
| САД      | 5  | 4 | 0 | 1 | 37 | 31 | +6  | 8   |
| Хрватска | 5  | 4 | 0 | 1 | 56 | 31 | +25 | 8   |
| Србија   | 5  | 3 | 0 | 2 | 50 | 38 | +12 | 6   |
| Немачка  | 5  | 2 | 0 | 3 | 33 | 44 | -11 | 4   |
| Италија  | 5  | 2 | 0 | 3 | 57 | 50 | +7  | 4   |
| Кина     | 5  | 0 | 0 | 5 | 25 | 64 | -39 | 0   |

## Утакмице за пласман
Петопласиране и шестопласиране екипе играче унакрсно међусобне мечеве. Поражени ће играти ја пласман на једанаесто место, а победници ће играти на исти начин мечеве са четвртопласираним у групама за пласман од седмог до десетог места.

### Утакмице за пласман од 7 до 12 места
| Датум      | Место                | Време | 1. екипа | Резултат | 2. екипа | По четвртинама     | Детаљи |
| ---------- | -------------------- | ----- | -------- | -------- | -------- | ------------------ | ------ |
| 20. август | Jing Tung Natatorium | 9,30  | Канада   | 11:13    | Италија  | 1:4, 3:2, 3:3, 4:4 |        |
|            |                      | 10,50 | Грчка    | 13:8     | Кина     | 3:1, 4:4, 2:0, 4:3 |        |

### Четвртфинале
| Датум      | Место                | Време | 1. екипа  | Резултат | 2. екипа | По четвртинама     | Детаљи |
| ---------- | -------------------- | ----- | --------- | -------- | -------- | ------------------ | ------ |
| 20. август | Jing Tung Natatorium | 16,00 | Црна Гора | 7:6      | Хрватска | 3:1, 2:3, 1:0, 1:2 |        |
|            |                      | 17,20 | Шпанија   | 5:9      | Србија   | 1:0, 1:5, 1:2, 2:2 |        |

### Утакмица за 11. место
| Датум      | Место                | Време | 1. екипа | Резултат | 2. екипа | По четвртинама     | Детаљи |
| ---------- | -------------------- | ----- | -------- | -------- | -------- | ------------------ | ------ |
| 22. август | Jing Tung Natatorium | 9,30  | Канада   | 8:7      | Кина     | 1:1, 3:1, 1:2, 3:3 |        |

### Утакмице за пласман од 7 до 10 места
| Датум      | Место                | Време | 1. екипа   | Резултат | 2. екипа | По четвртинама     | Детаљи |
| ---------- | -------------------- | ----- | ---------- | -------- | -------- | ------------------ | ------ |
| 22. август | Jing Tung Natatorium | 10,50 | Аустралија | 17:16    | Италија  | 4:2, 1:5, 4:0, 1:3 |        |
|            |                      | 17,00 | Немачка    | 9:13     | Грчка    | 3:3, 1:3, 2:4, 3:3 |        |

### Полуфинале
| Датум      | Место                | Време | 1. екипа | Резултат | 2. екипа  | По четвртинама     | Детаљи |
| ---------- | -------------------- | ----- | -------- | -------- | --------- | ------------------ | ------ |
| 22. август | Jing Tung Natatorium | 18,20 | Мађарска | 11:9     | Црна Гора | 3:4, 3:3, 3:0, 2:2 |        |
|            |                      | 19,40 | Србија   | 5:10     | САД       | 3:3, 1:2, 1:2, 0:3 |        |

### Утакмица за 9. место
| Датум      | Место                | Време | 1. екипа | Резултат | 2. екипа | По четвртинама     | Детаљи |
| ---------- | -------------------- | ----- | -------- | -------- | -------- | ------------------ | ------ |
| 24. август | Jing Tung Natatorium | 9,30  | Италија  | 10:8     | Немачка  | 4:3, 1:1, 1:1, 4:3 |        |

### Утакмица за 7. место
| Датум      | Место                | Време | 1. екипа   | Резултат | 2. екипа | По четвртинама     | Детаљи |
| ---------- | -------------------- | ----- | ---------- | -------- | -------- | ------------------ | ------ |
| 24. август | Jing Tung Natatorium | 10,50 | Аустралија | 8:9      | Грчка    | 2:3, 2:2, 3:1, 1:3 |        |

### Утакмица за 5. место
| Датум      | Место                | Време | 1. екипа | Резултат | 2. екипа | По четвртинама     | Детаљи |
| ---------- | -------------------- | ----- | -------- | -------- | -------- | ------------------ | ------ |
| 24. август | Jing Tung Natatorium | 13,00 | Хрватска | 9:11     | Шпанија  | 2:0, 3:5, 1:3, 3:3 |        |

### Утакмица за 3. место
| Датум      | Место                | Време | 1. екипа  | Резултат | 2. екипа | По четвртинама     | Детаљи |
| ---------- | -------------------- | ----- | --------- | -------- | -------- | ------------------ | ------ |
| 24. август | Jing Tung Natatorium | 14,20 | Црна Гора | 4:6      | Србија   | 0:2, 1:2, 1:2, 2:0 |        |

### Финале
| Датум      | Место                | Време | 1. екипа | Резултат | 2. екипа | По четвртинама     | Детаљи |
| ---------- | -------------------- | ----- | -------- | -------- | -------- | ------------------ | ------ |
| 24. август | Jing Tung Natatorium | 15,40 | Мађарска | 14:10    | САД      | 6:4, 3:4, 2:1, 3:1 |        |

## Коначан пласман
| Пласман | ТИМ              |
| ------- | ---------------- |
|         | Мађарска         |
|         | Сједињене Државе |
|         | Србија           |
| 4.      | Црна Гора        |
| 5.      | Шпанија          |
| 6.      | Хрватска         |
| 7.      | Грчка            |
| 8.      | Аустралија       |
| 9.      | Италија          |
| 10.     | Немачка          |
| 11.     | Канада           |
| 12.     | Кина             |

| Олимпијски шампион у ватерполу 2008. |
| Мађарска 9. титула                   |

## Састави екипа победница
| Место | Екипа    | Играчи |
| ----- | -------- | --- |
| 1     | Мађарска | Золтан Сечи, Тамаш Варга, Норберт Мадараш, Денеш Варга, Тамаш Касаш, Норберт Хошњански, Гергељ Киш, Тибор Бенедек, Данијел Варга, Петер Бирош, Габор Киш, Тамаш Молнар, Иштван Гергељ Селектор: Денеш Кемењ                                 |
| 2     | САД      | Мерил Нозес, Брендон Брукс, Рајан Бејли, JW ЖКрумполц, Тони Азеведо, Адам Wright, Петер Варелас, Џеси Смит, Џеф Пауерс, Layne Beaubien, Peter Hudnut, Рик Мерло, Тим Хатн, Џон Ман, Брајан Александер, Селектор: Тери Шродер                |
| 3     | Србија   | Денис Шефик, Андрија Прлаиновић, Живко Гоцић, Вања Удовичић, Дејан Савић, Душко Пијетловић, Никола Рађен, Филип Филиповић, Александар Ћирић, Александар Шапић, Владимир Вујасиновић, Бранко Пековић, Слободан Соро Селектор: Дејан Удовичић |